# Partido de Rivadavia
Partido de Rivadavia är en kommun i Argentina.   Den ligger i provinsen Buenos Aires, i den centrala delen av landet, 400 km väster om huvudstaden Buenos Aires. Antalet invånare är 15 452. Arean är 3,9 kvadratkilometer. Partido de Rivadavia gränsar till La Pampa, General Villegas, Carlos Tejedor (partido), Partido de Trenque Lauquen och Pellegrini. 
Terrängen i Partido de Rivadavia är mycket platt.
Trakten runt Partido de Rivadavia består till största delen av jordbruksmark. Runt Partido de Rivadavia är det mycket glesbefolkat, med 4 invånare per kvadratkilometer.